# Аракава (специальный район)
Аракава  (яп. 荒川区 Аракава-ку) — один из специальных районов Токио. Район берет свое название от реки Аракава, хотя она не проходит ни по району, ни по его границам. Граничит с районами Адати, Кита, Бункё, Тайто и Сумида.
По состоянию на 1 апреля 2008 года численность населения района составляла 197 716 чел. (на 1 апреля 2011 года — более 205 тыс.), плотность населения — около 18 800 чел./км². Общая площадь составляет 10,20 км². По состоянию на 1 мая 2020 года, численность населения района составляла в 219 100 человек, плотность 21,565 человек/км², площадь 10,16 км².

## География

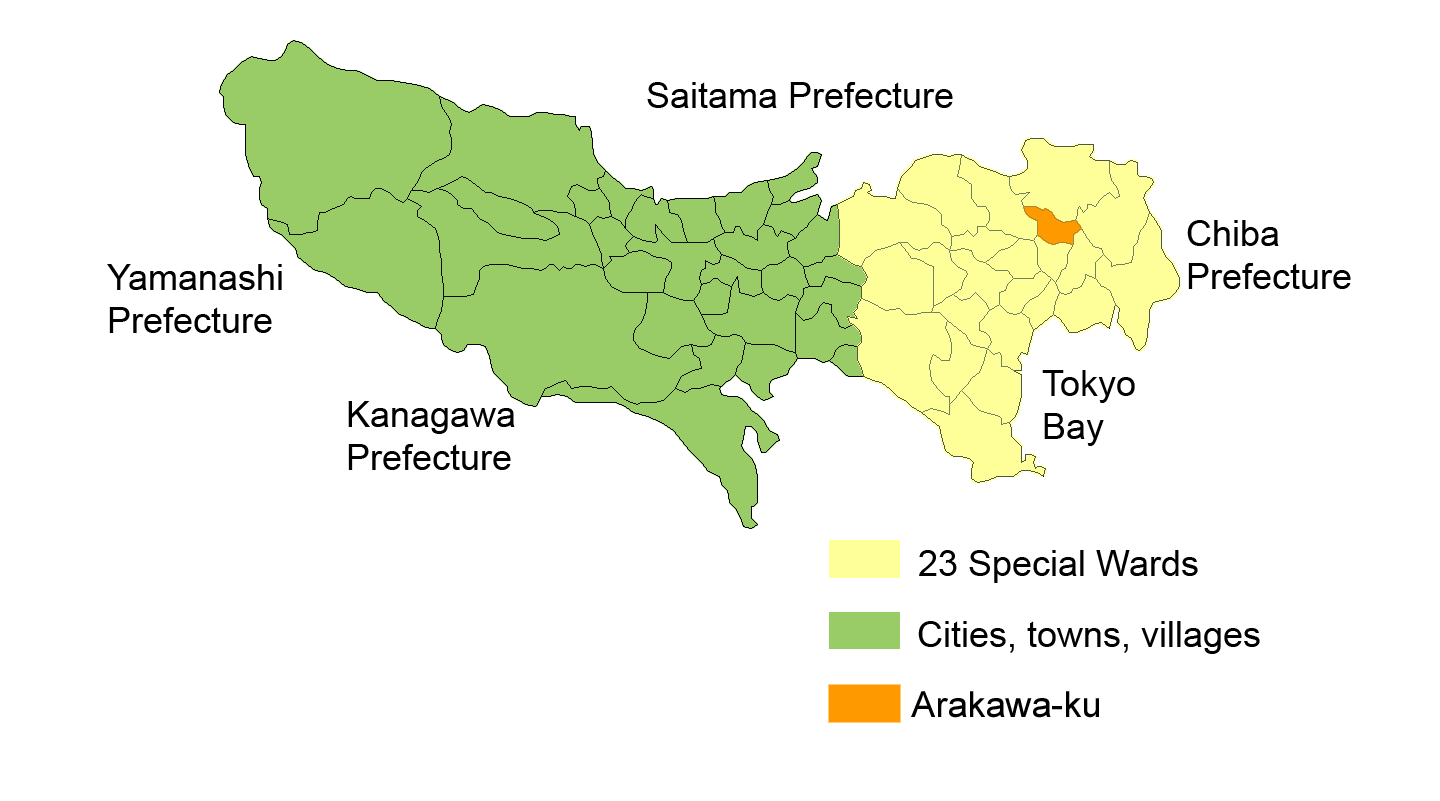
Район Аракава на карте

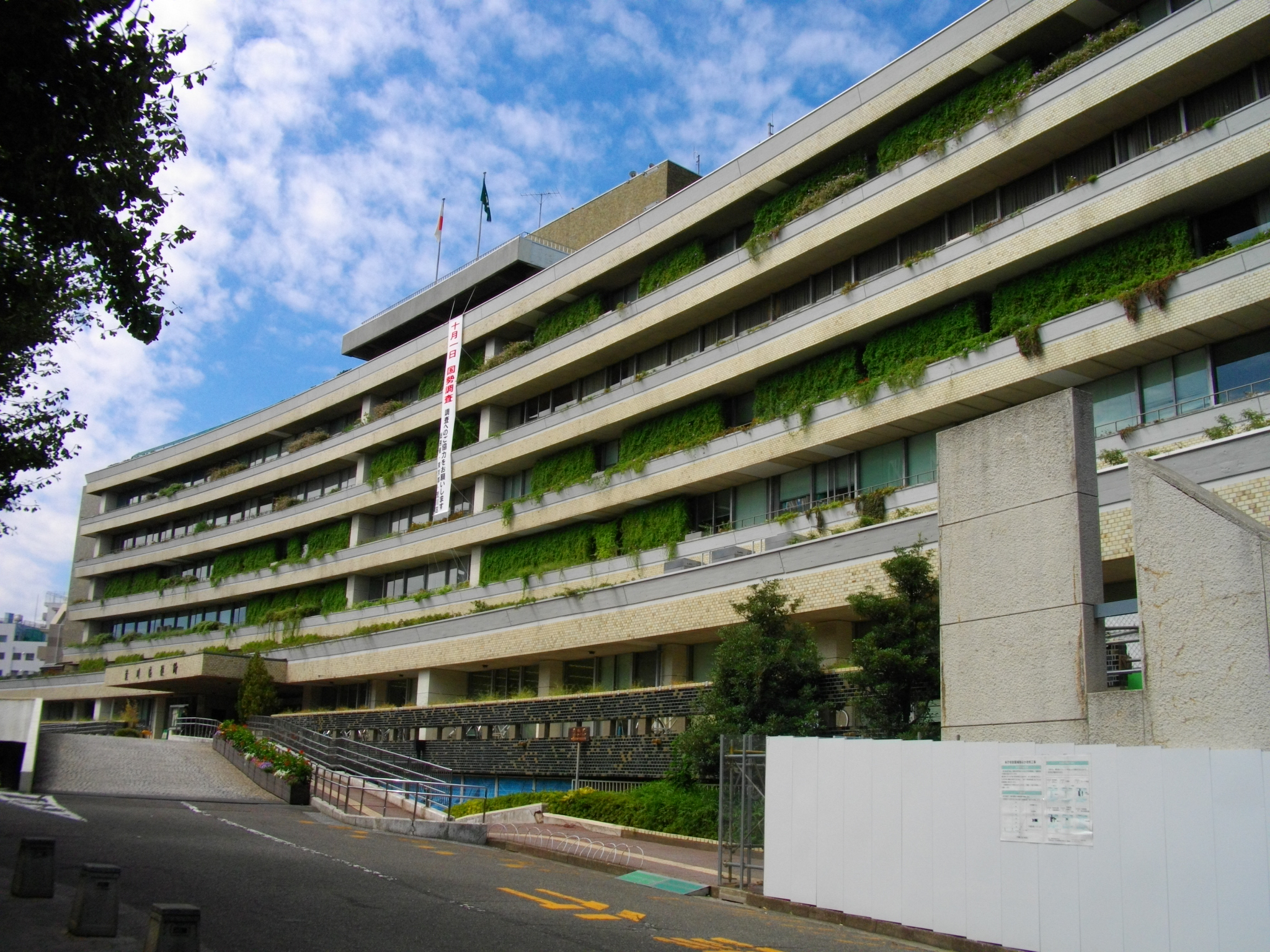
Мэрия района Аракава

Аракава лежит в северо-восточной части Токио. Имеет длинную и узкую форму, вытянутую с запада на восток. Река Сумида формирует северную границу Аракавы.

## История
В период Эдо область была в основном аграрной. Начиная с эпохи Мэйдзи район становится промышленным. В 1932 году он стал одним из 35 районов Токио.

## Основные кварталы
- Аракава
- Матия
- Минами-сэндзю
- Ниппори

## Экономика
В Аракава базируются корпорации «Исэки» (тракторы и двигатели), «Эдвин Компани» (одежда). В районе расположены торговые центры и универмаги «ЛаЛа Террас» и «Ито-Ёкадо».

## Достопримечательности
Природный парк Аракавы.

## События
- Преступление Сады Абэ
- Покушение на главу Национальной полиции, последовавшее за расследованием объектов, связанных с организацией Аум Синрикё.

## Аракава в культуре и искусстве

### Аниме
- Под мостом над Аракавой — аниме-сериал в жанре романтики и комедии-абсурда, где основным местом действия являются берега реки Аракава под и у моста Сендзюоо[яп.] (который в реальности стоит на реке Сумида, по которой проходит граница между специальными районами Аракава и Адати).

## Города-побратимы
- Австрия, Донауштадт, Вена;
- США, Корваллис, Орегон;

## Галерея

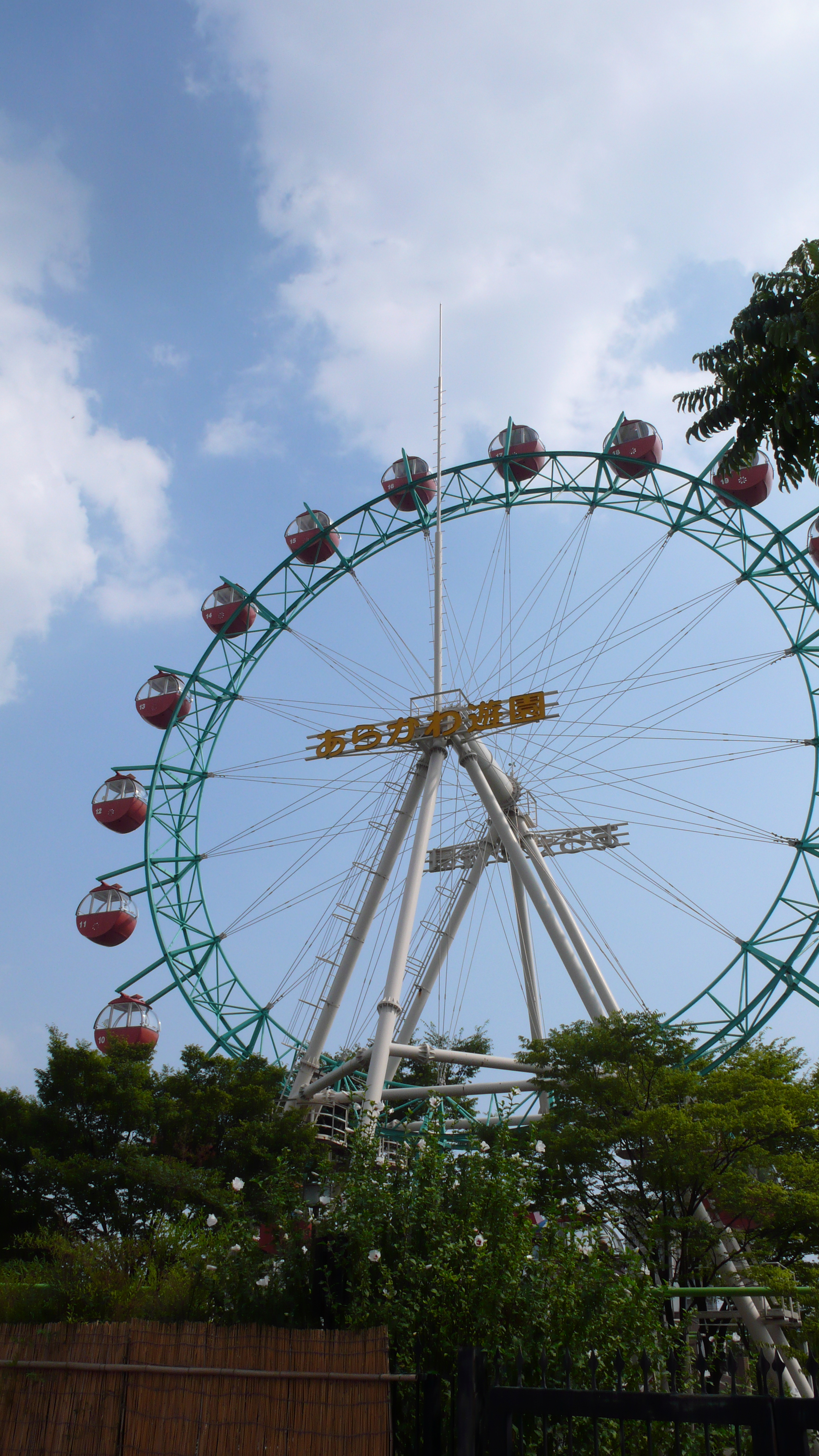
Парк развлечений Аракава
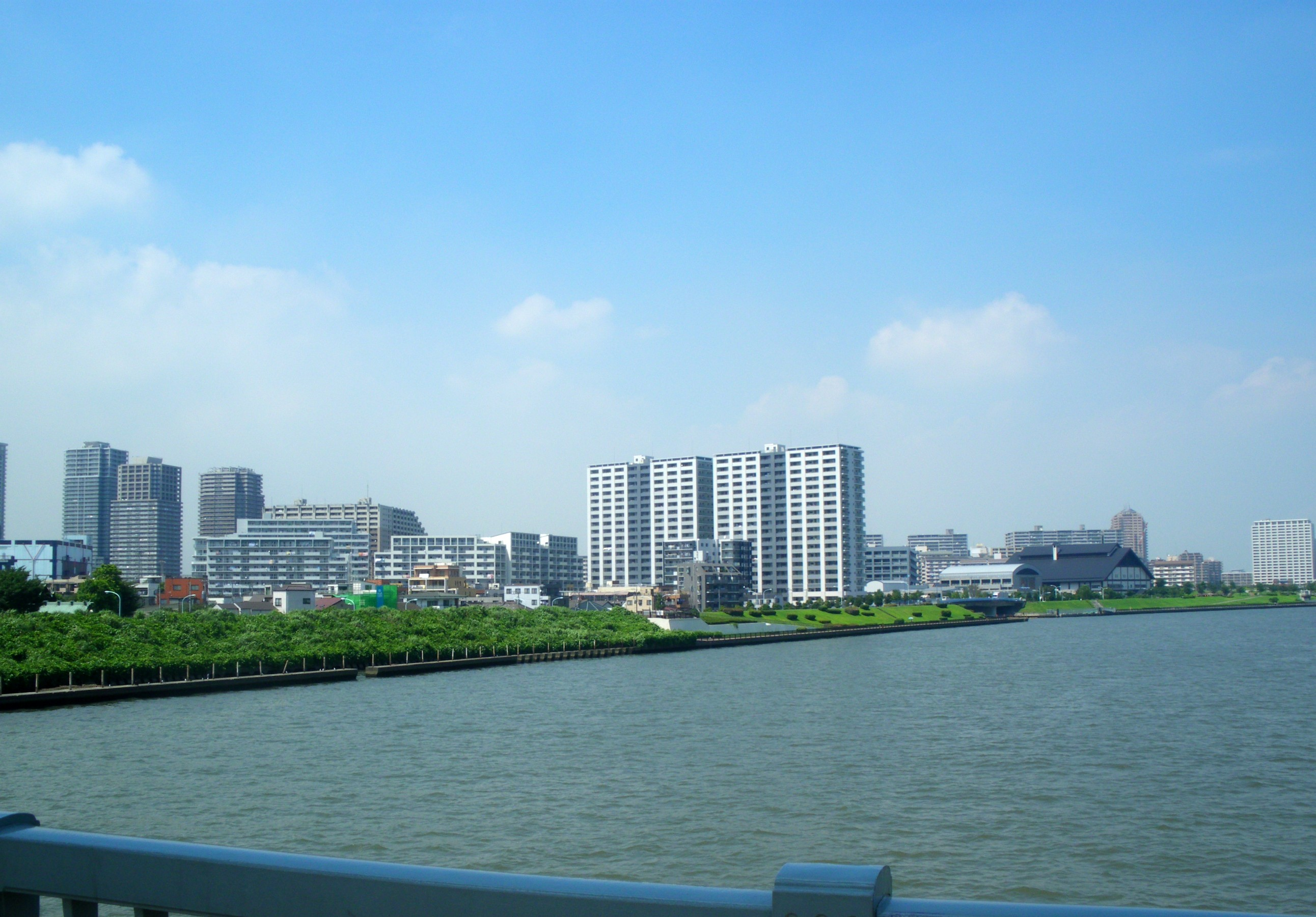
Квартал Минамисэнцзю
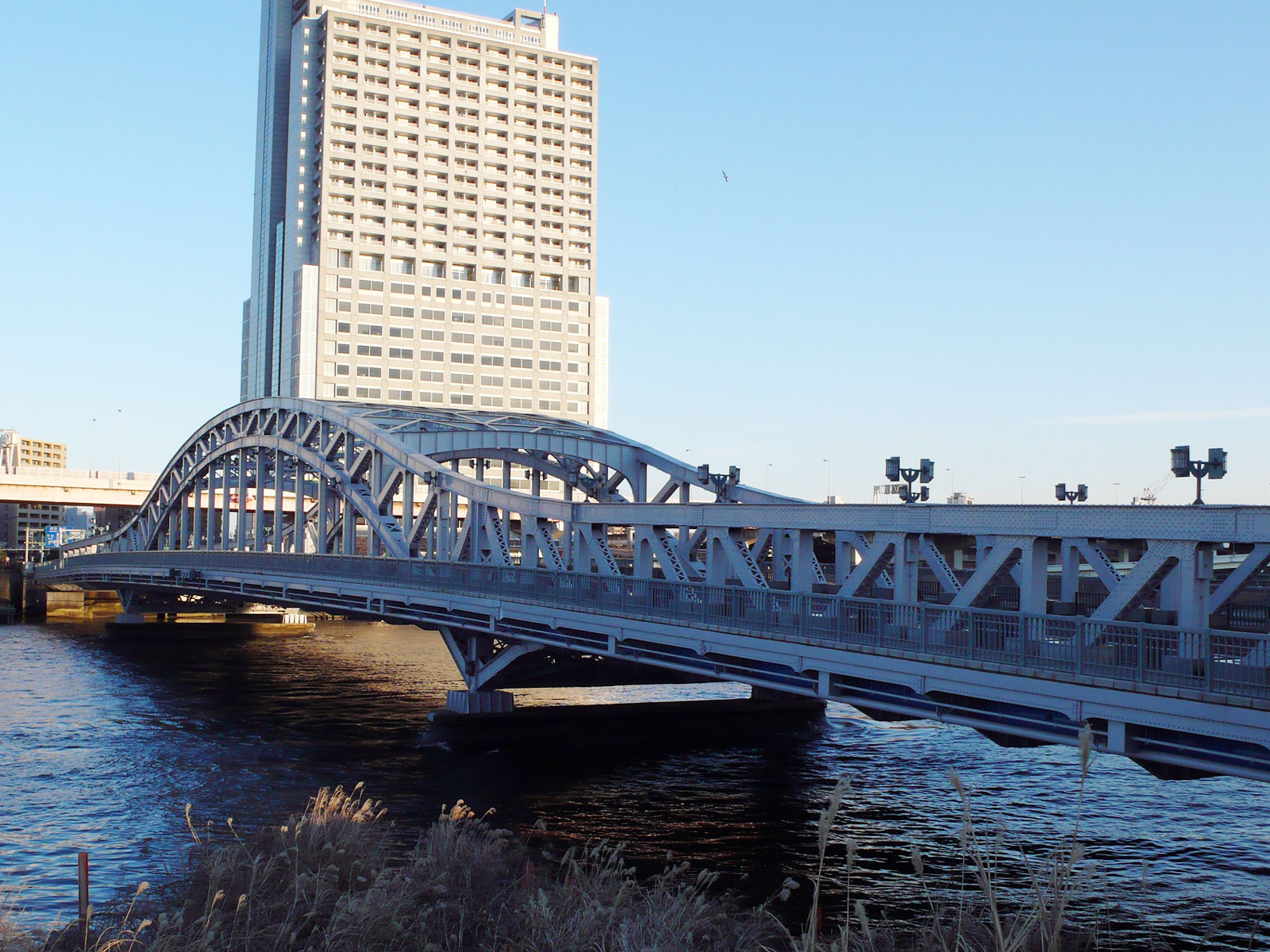
Мост Сирахигэ
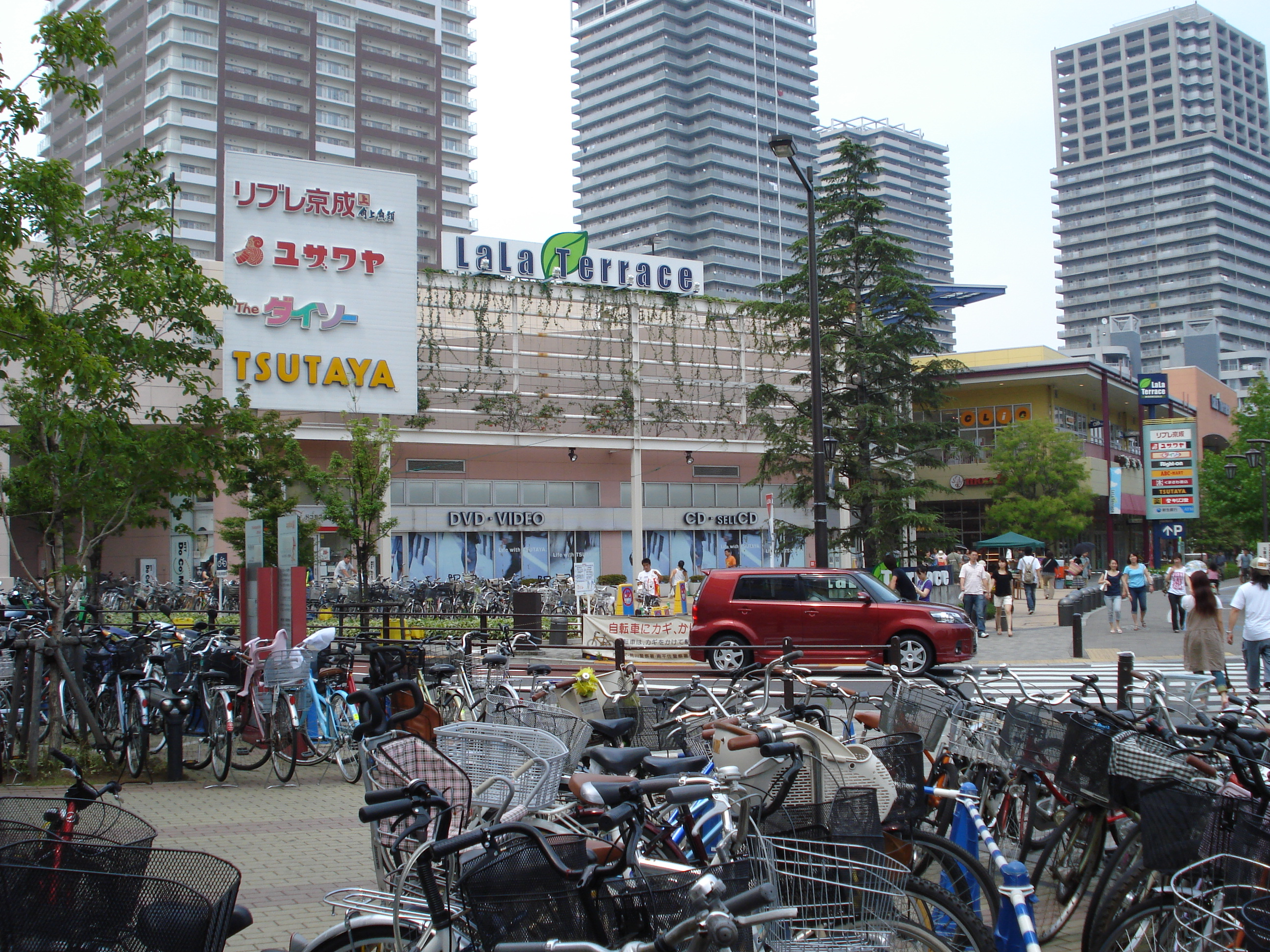
Торговый центр